# Biomasse océanique

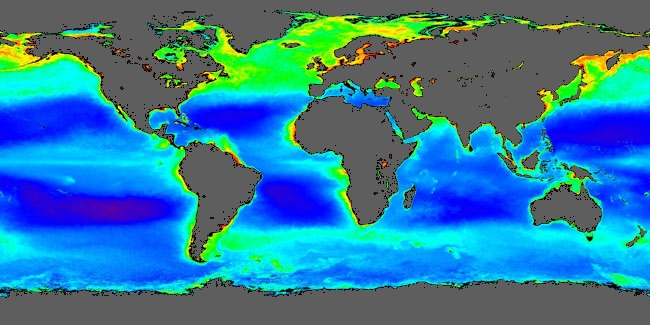
Carte mondiale de répartition du plancton (2008)

La biomasse océanique fait référence à l'ensemble de la biomasse (animaux, plantes, champignons, protistes, bactéries, archées et virus) présente et évoluant dans les océans terrestres ; excluant les zones marécageuses, les lacs, les lagunes, fleuves et rivières.
Bien que représentant plus de 70% de la surface du globe, 90% du volume terrestre habitable et abritant des espèces depuis sa surface jusqu'à ~11 000m de profondeur, l'océan mondial n'abriterait qu'environ 6 GT C (gigatonne équivalent carbone), soit de l'ordre de un pour cent de la biomasse terrestre.
Cette biomasse marine (notamment de surface) participe pourtant activement – pour plus de 50% – à la production d'oxygène dans l'atmosphère terrestre, par exemple.

## Distribution

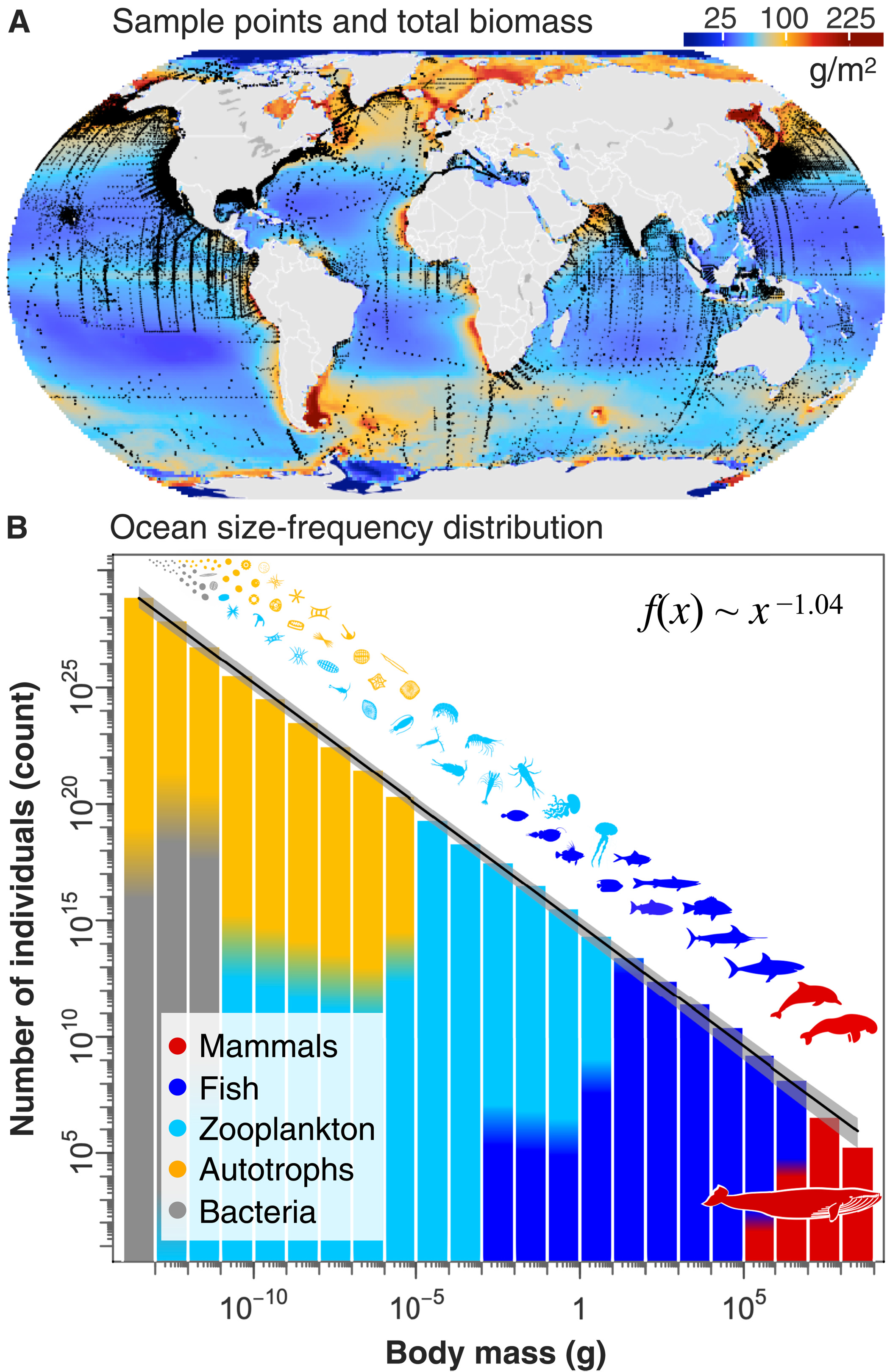
A: Carte des prélèvements (points noirs) et zones de concentration ; B: échelle de grandeur de la biomasse océanique, que l'on peut considérer comme une extension du spectre de Sheldon (Ian A. Hatton, Ryan F. Heneghan, Yinon M. Bar-On, Eric D. Galbraith, 2021)

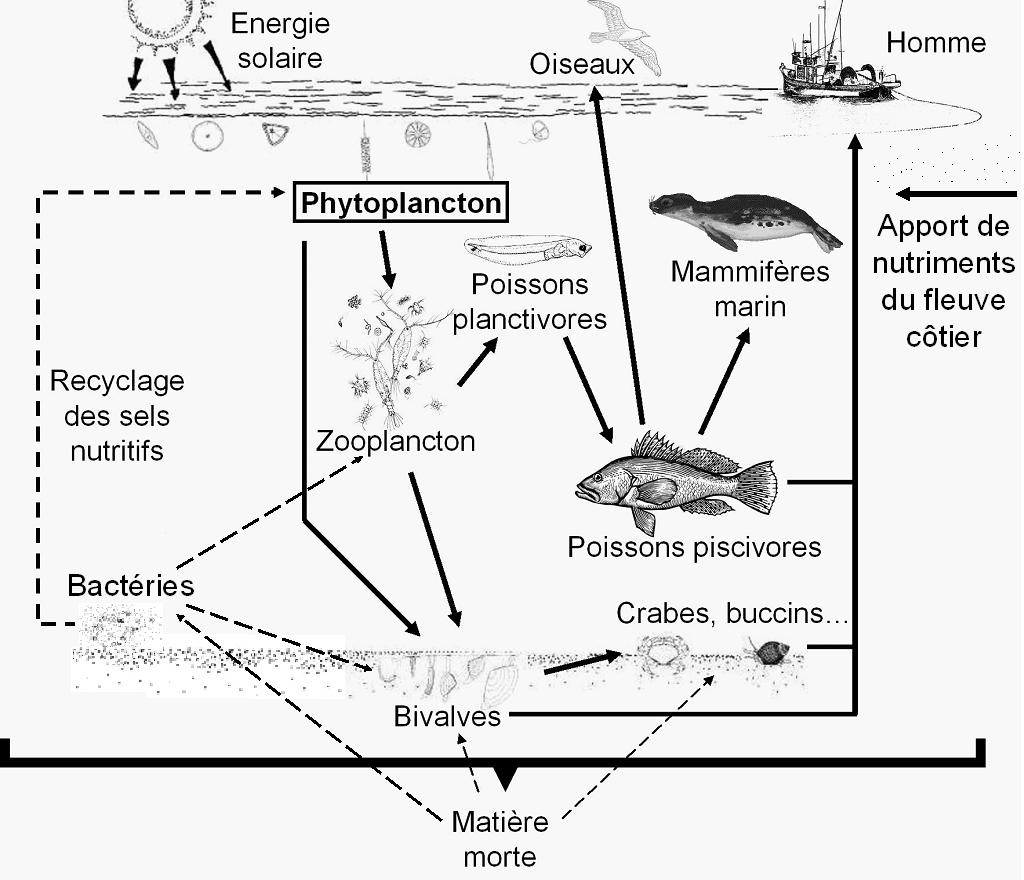
Réseau trophique en eaux côtières.

Le Dr Ian Hatton (2019 puis 2021) de l'Institut Max Planck confirme que la distribution de la biomasse marine suit bien un schéma général logarithmique établit par l'écologue canadien Ray Sheldon au début des années 1970 – sous le nom de spectre de Sheldon.
En effet, depuis Sheldon (1972), une partie importante de la communauté de recherche en biologie marine émet l'hypothèse que la biomasse aquatique serait uniformément répartie entre des classes de taille logarithmiquement proportionnelle à la masse corporelle.
Cette structure communautaire, voire plus généralement écologique, est à présent (2022) établie et observée à l'échelle planétaire – des bactéries marines jusqu'aux baleines – notamment grâce aux travaux de Hatton et al. (2021) et de missions telles que celles entreprises par la Fondation Tara Océan. Ils constatent que la biomasse dans la plupart des classes est en effet remarquablement constante, ~1 gigatonne (Gt) de poids humide par classe, mais que les bactéries et les grands mammifères marins sont respectivement nettement au-dessus et au-dessous de cette valeur. En outre, les activités humaines (surpêche, pollutions diverses, activités électroniques sous-marines, etc.,) semblent avoir nettement affaibli le tiers supérieur de ce spectre. Cela suggère que toutes les classes de taille ne sont pas égales et que certaines tailles devraient être avantagées ou désavantagées de manière sélective, ce qui remet en question l'idée d'un spectre de taille uniformément réparti.
Voici une liste – par ordre décroissant – de la biomasse océanique des êtres vivants :
- Animaux: principalement représentés par les crustacés et les actinoptérygiens (essentiellement les petits «poissons» de la zone mésopélagique) ;
- protistes (unicellulaires et multicellulaires) ;
- bactéries (en particulier les cyanobactéries) ;
- plantes : les archéplastides sont notamment bien représentées ;
- archées ;
- virus ;
- champignons

Les trois premiers groupes (animalia, protistes et bactéries) comptent à eux seuls pour 80% de cette biomasse marine ; à l'inverse, les plantes ne représentent que moins de 10% de cette masse.
À noter: cette échelle de la biologie marine est reconnue comme la plus grande « interconnexion » (réseau trophique ou écosystème) entre espèces, à l'échelle de la vie terrestre. Pour exemple: l'échelle de grandeur est comparable entre une bactérie et une baleine d'une part et entre un être humain et la planète Terre d'autre part.

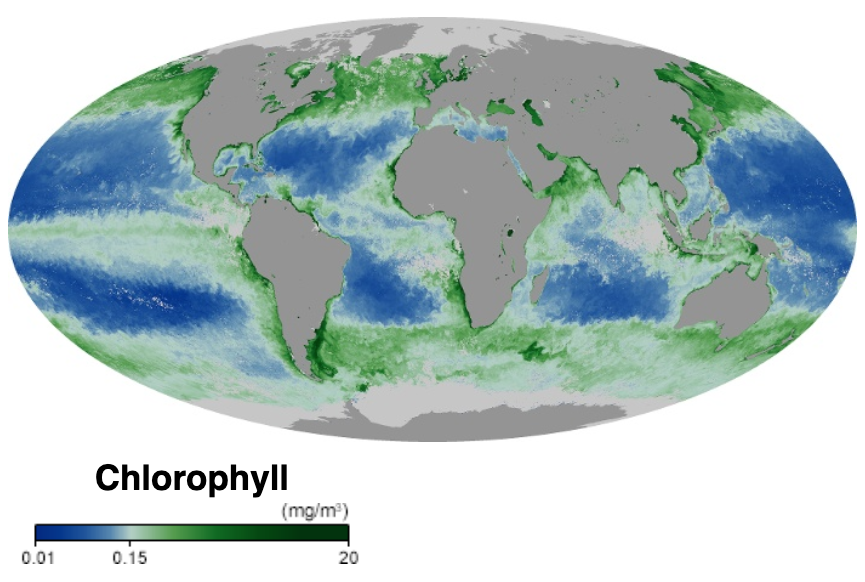
carte mondiale de concentration des océans en chlorophylle marine, en milligramme par mètre cube d'eau de mer (2019) ;
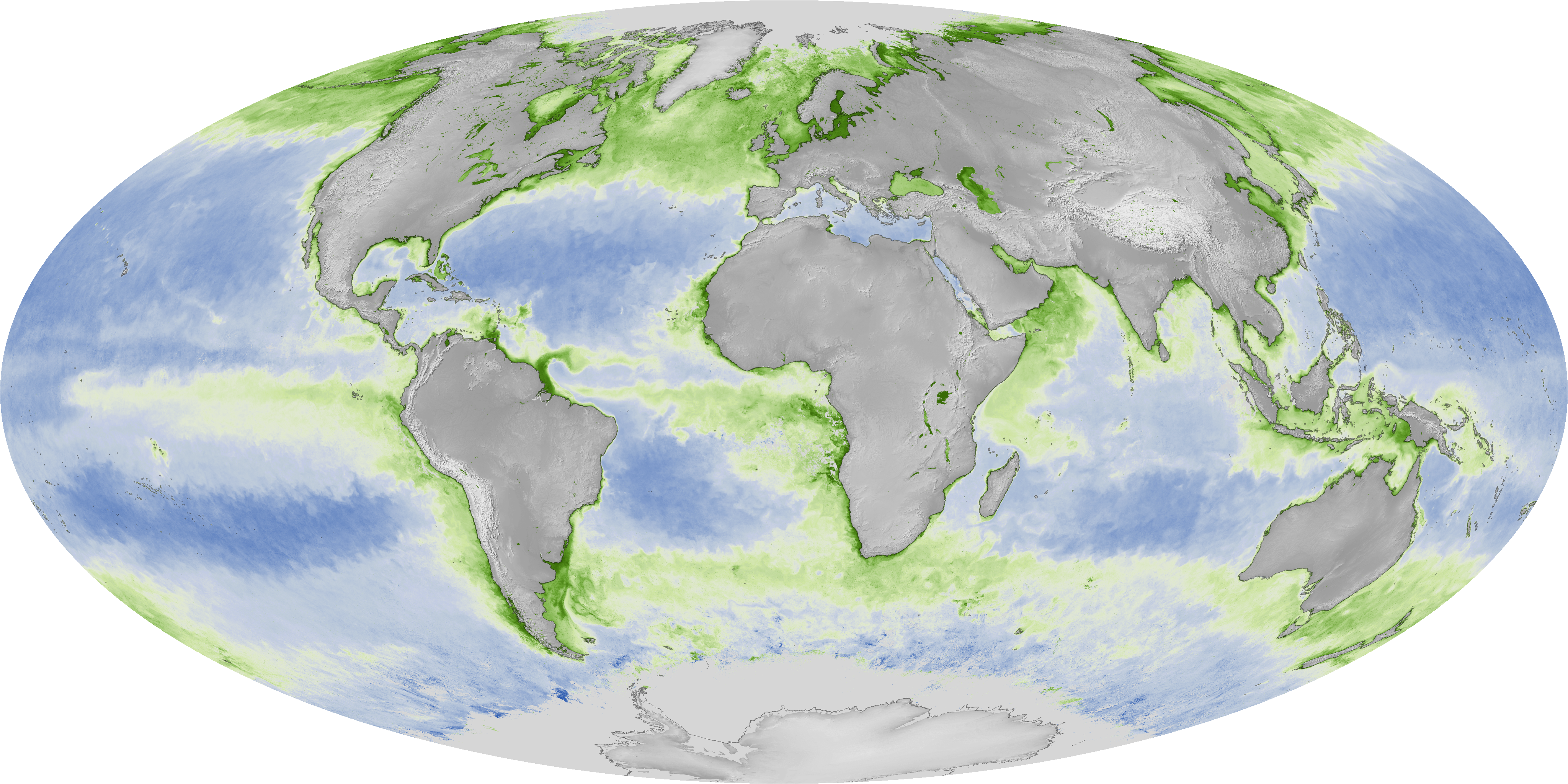
Carte mondiale de la concentration des océans en chlorophylle (2021) ;

## Recherche

### Historique
La biomasse océanique est un sujet d'étude relativement récent historiquement, qui s'est développé progressivement avec l'arrivée de technologies d'exploration marine comme le scaphandre, les sous-marins et les bathyscaphes, ainsi que des appareils de relevés et d'analyses tels que les sonars, les spectromètres ou encore le perfectionnement des microscopes (Histologie). Académiquement, les premières traces de publications sur ce sujet en biologie marine apparaissent au cours du XXe siècle, après la Seconde Guerre mondiale et notamment à partir des années 1970 .
Un intérêt économique apparaît à la même période autour de la possibilité de l'exploitation de biofermes marines ou d'agriculture marine pour la production d'engrais ou la méthanisation. En 1982, la France crée le CEVA (Centre d'étude et de valorisation des algues), premier centre technique spécifiquement dédié à la valorisation de biomasse marine au monde. Avec de la cellulose, des colloïdes, des pigments, des protéines et des minéraux présents en grande quantité dans les seules algues, le potentiel économique et technologique de la biomasse marine dans son ensemble reste une source largement inexploitée de progrès technique et un vecteur d'emplois durables.

### XXIe siècle
À partir de 2007, les expéditions de la goélette Tara (notamment Tara Océan) visent à développer les connaissance du plancton à l'échelle mondiale.
Une étude de 2015 constate que plus de 73% du microbiome est partagé entre le milieu marin et le milieu intestinal humain.
En 2022, la compréhension académique du spectre de la biomasse océanique est principalement basée sur les variations des interactions prédateur-proie et une combinaison d'au moins deux facteurs expliquant la distribution de la biomasse entre les classes. Ces facteurs incluent : le métabolisme, l'efficacité de la croissance trophique, les taux de rencontre ou de consommation, les rapports de masse prédateur-proie, les taux de croissance, de naissance ou de reproduction, et la mortalité.

### Mesure

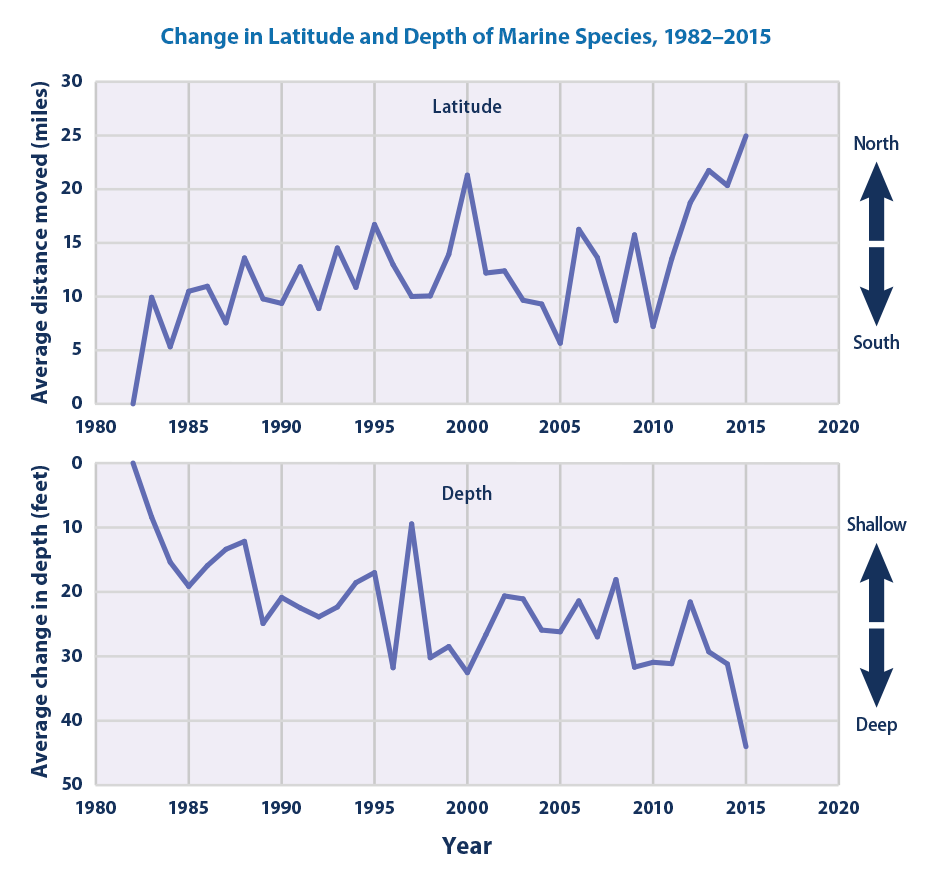
Changements de direction et de profondeur de différentes espèces marines, entre 1982 et 2015.

Des méthodes de mesure de la biomasse marine ont été suggérées par différentes études:
- Nano-spectrophotométrie : à l'aide de sédiments prélevés à l’aide de spatules, le contenu protéinique de foraminifères est analysé, utilisant une méthode non destructrice pour l'enveloppe calcique du chromiste. Cette méthode non invasive est intéressante en ce qu'elle permet une étude prolongée sur la forme, que ne permettent pas d'autres analyses à l'échelle microscopique.

- «Montage humide» : la méthode du «Wet-mount», telle que décrite par Cunningham et al. (2015[11]) présente un faible coût et une bonne efficacité pour le tri et la reconnaissance de virus marins.
- Caméras sous-marines : en 2022, une étude[12] pilotée par le CNRS (Laboratoire d’Océanographie de Villefranche-sur-Mer) utilise un réseau mondial de caméras sous-marines – de 1 à 50 mm sous la surface – afin de projeter des estimations fiables de la biomasse entre 0 et 500 m de profondeur dans la colonne océanique.

## Galerie
Galerie d'images présentant des clades, familles ou espèces phares composant la biomasse marine:

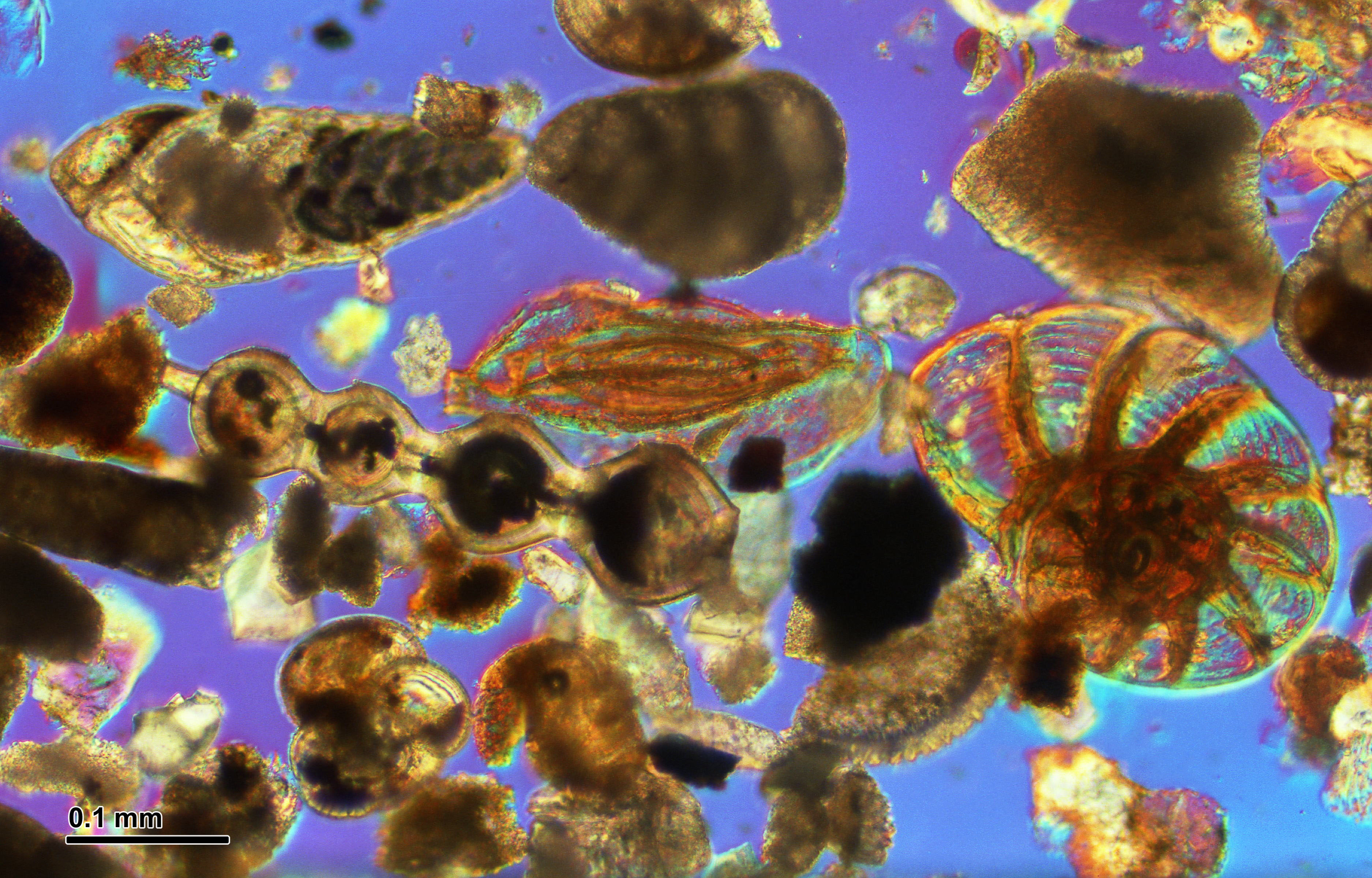
Chromistes foraminifères observés au microscope optique ;
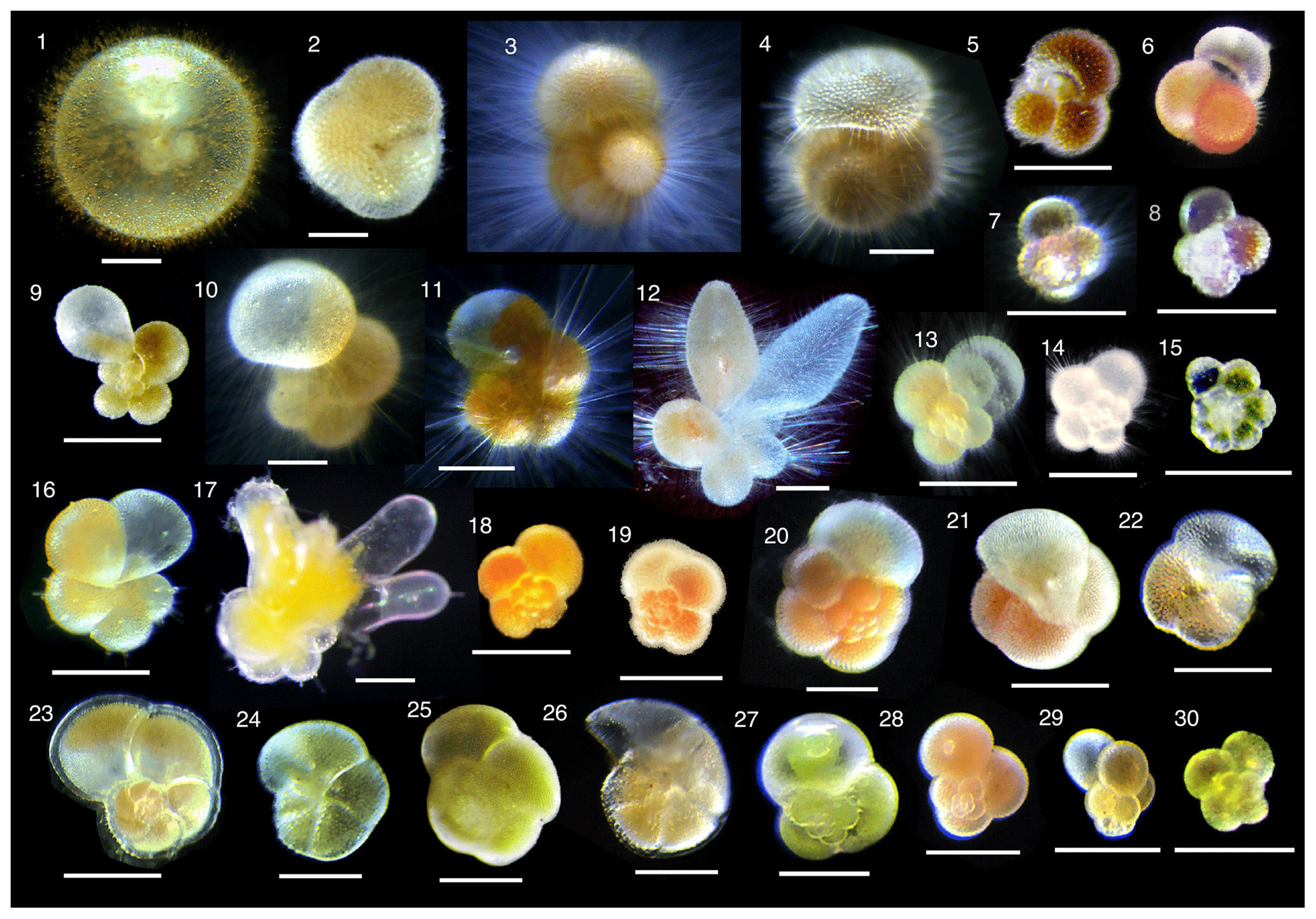
exemples de planctons foraminifères ;
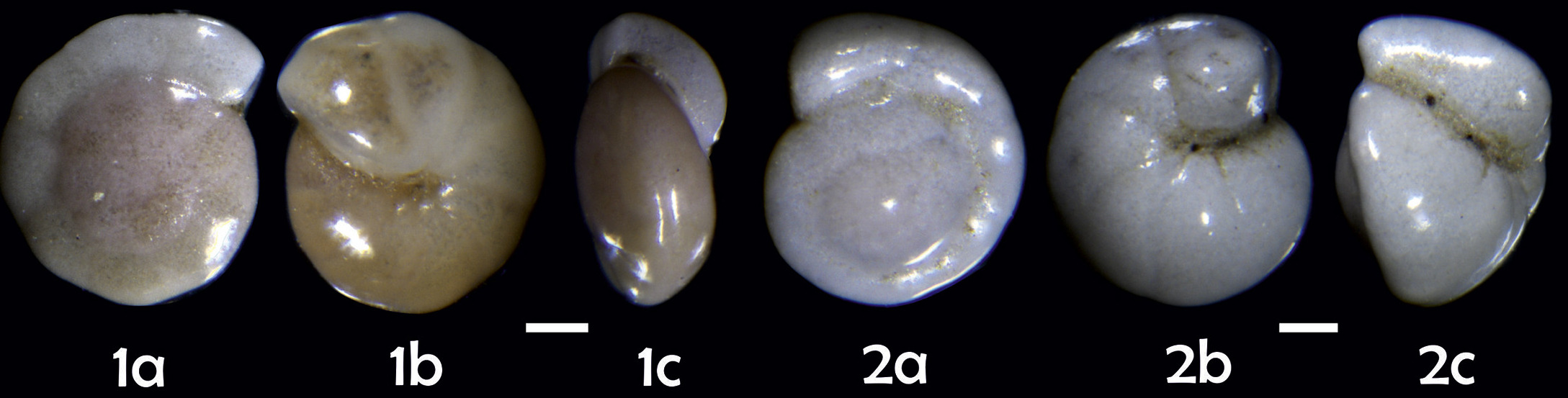
Gavelinellinae en train de sédimenter, trouvés sur le plancher océanique de l'Atlantique-nord à 2389 m de profondeur (2019) ;
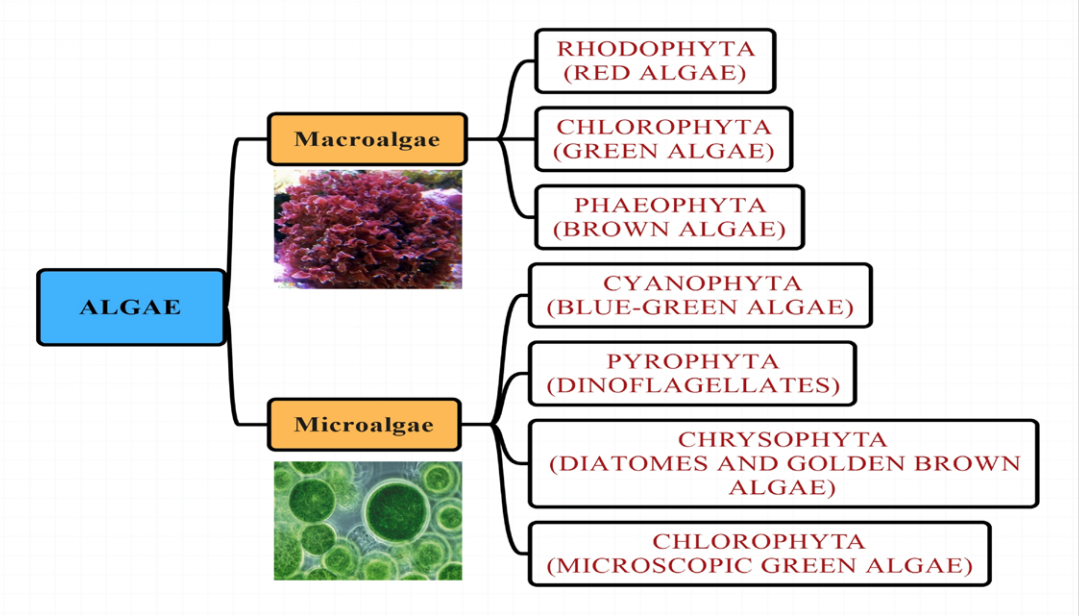
Classification générale des algues ;
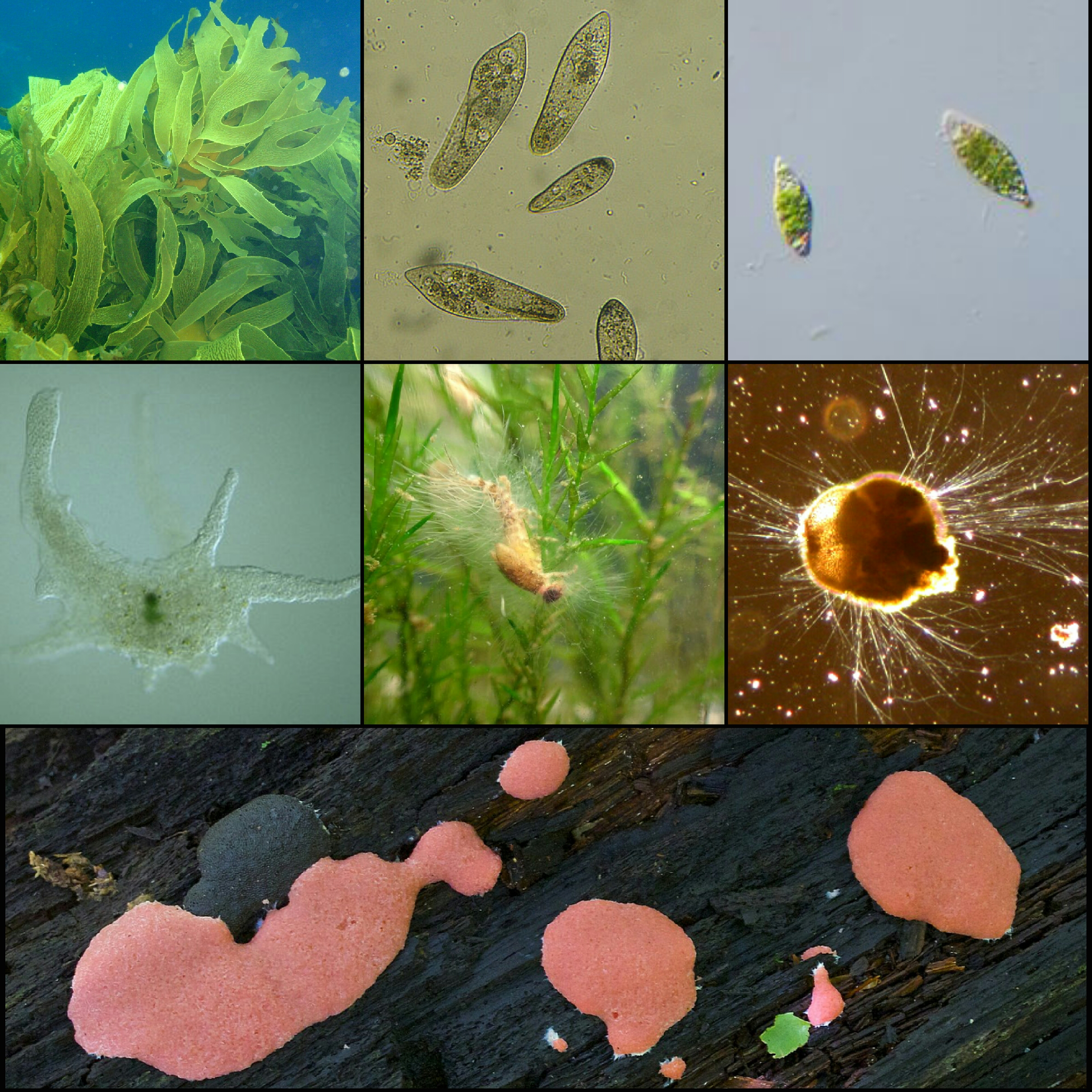
Exemples de protistes ;
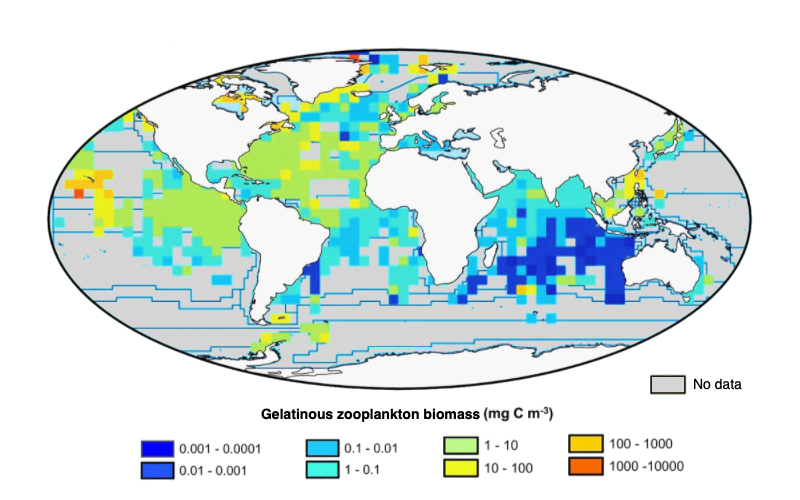
Présence du zooplancton « gélatineux » ;
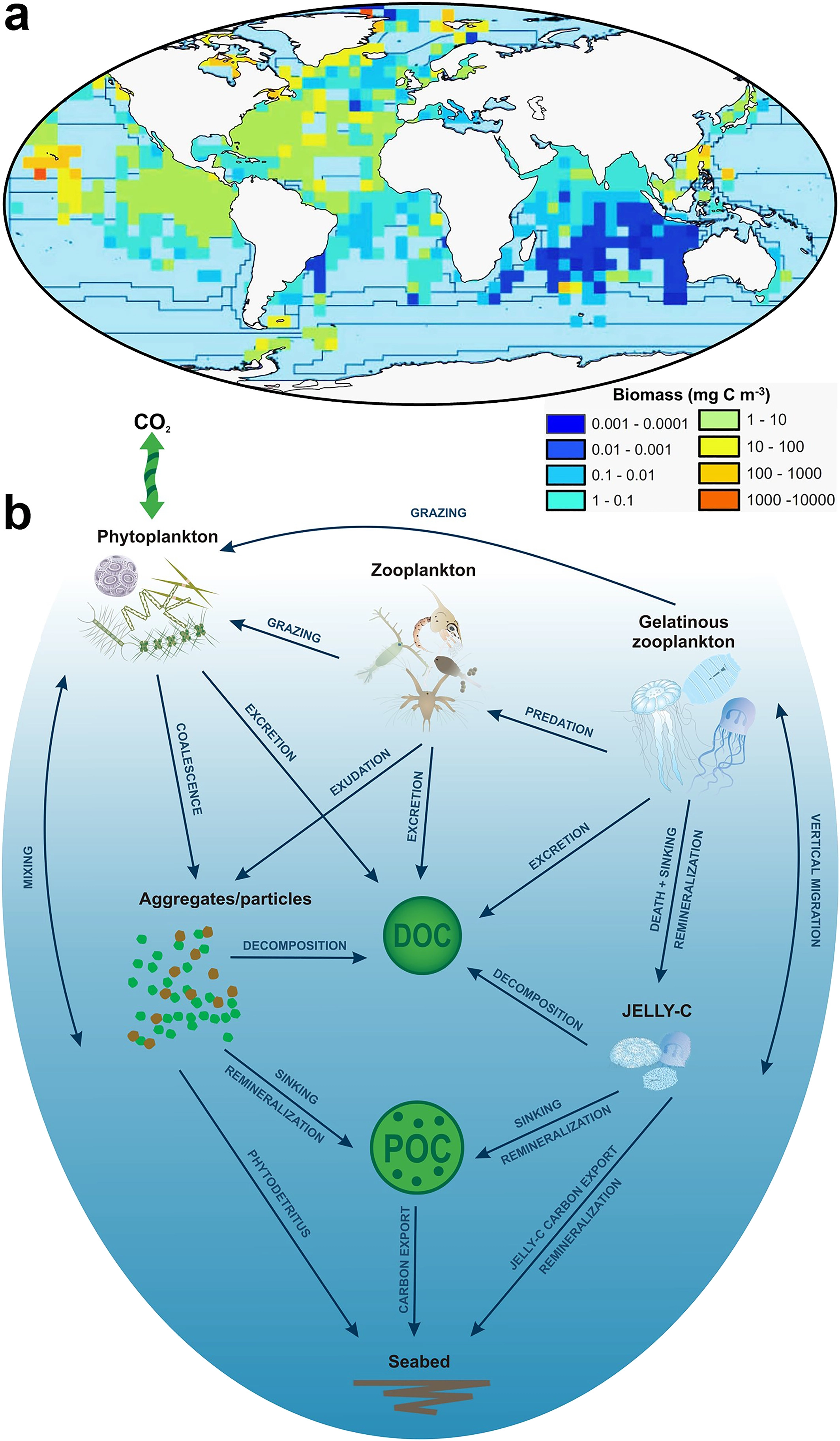
(en) Biomasse dite « gélatineuse » et son cycle biologique ;
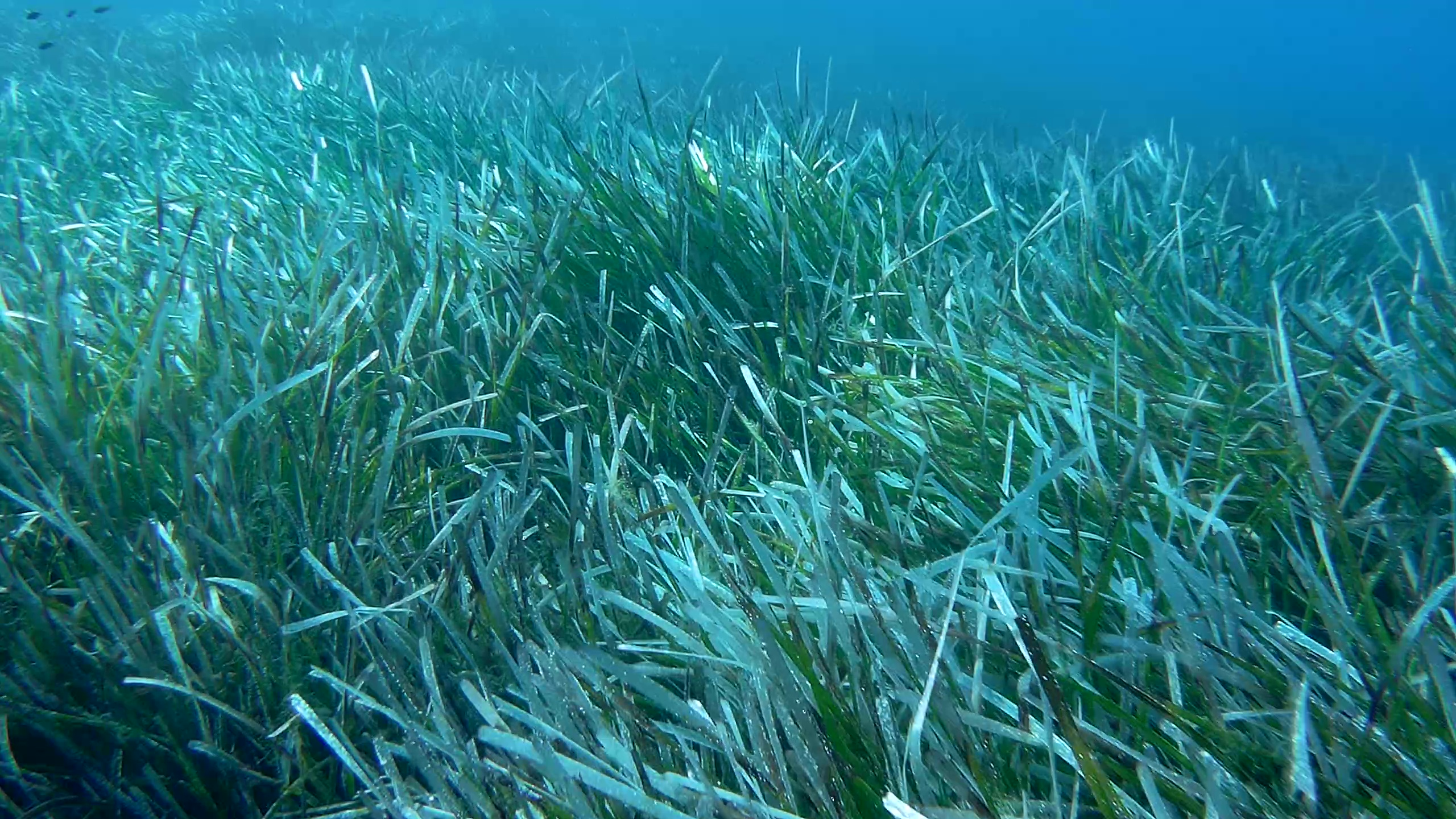
Herbier de posidonies ;
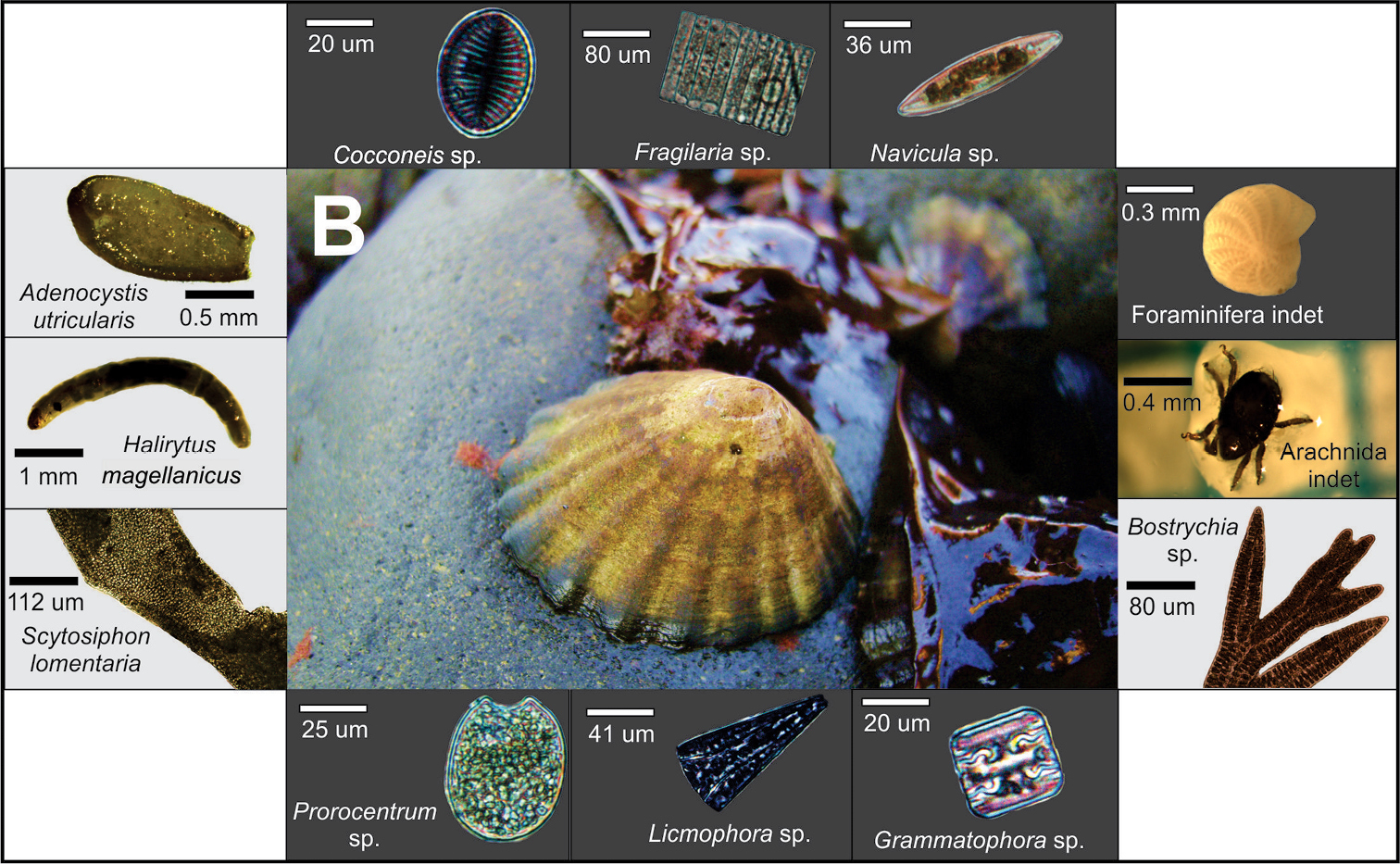
Contenu des intestins de Nacella magellanica ;
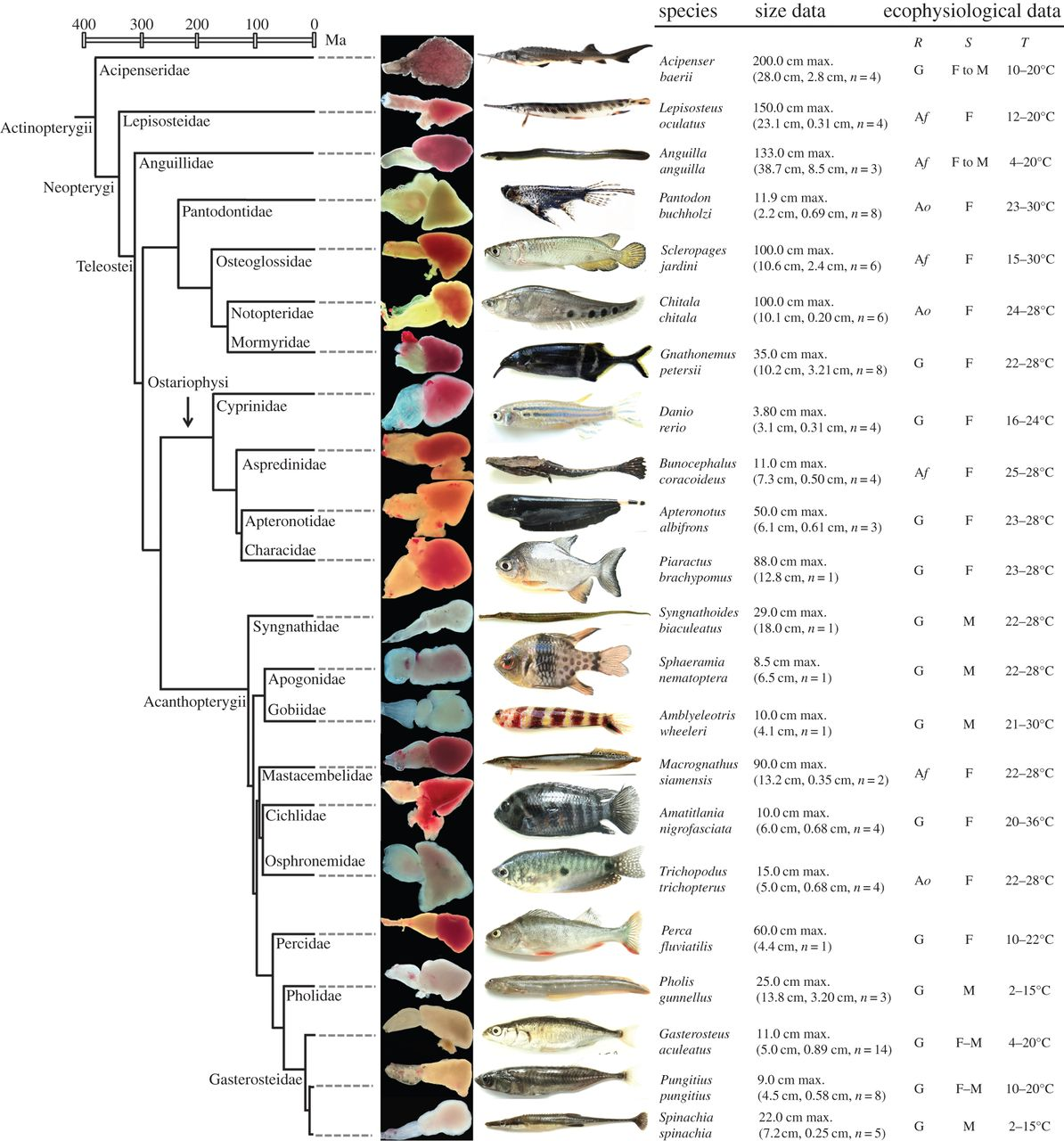
Phénotypes cardiaques chez les actinoptérygiens (« poissons ») ;
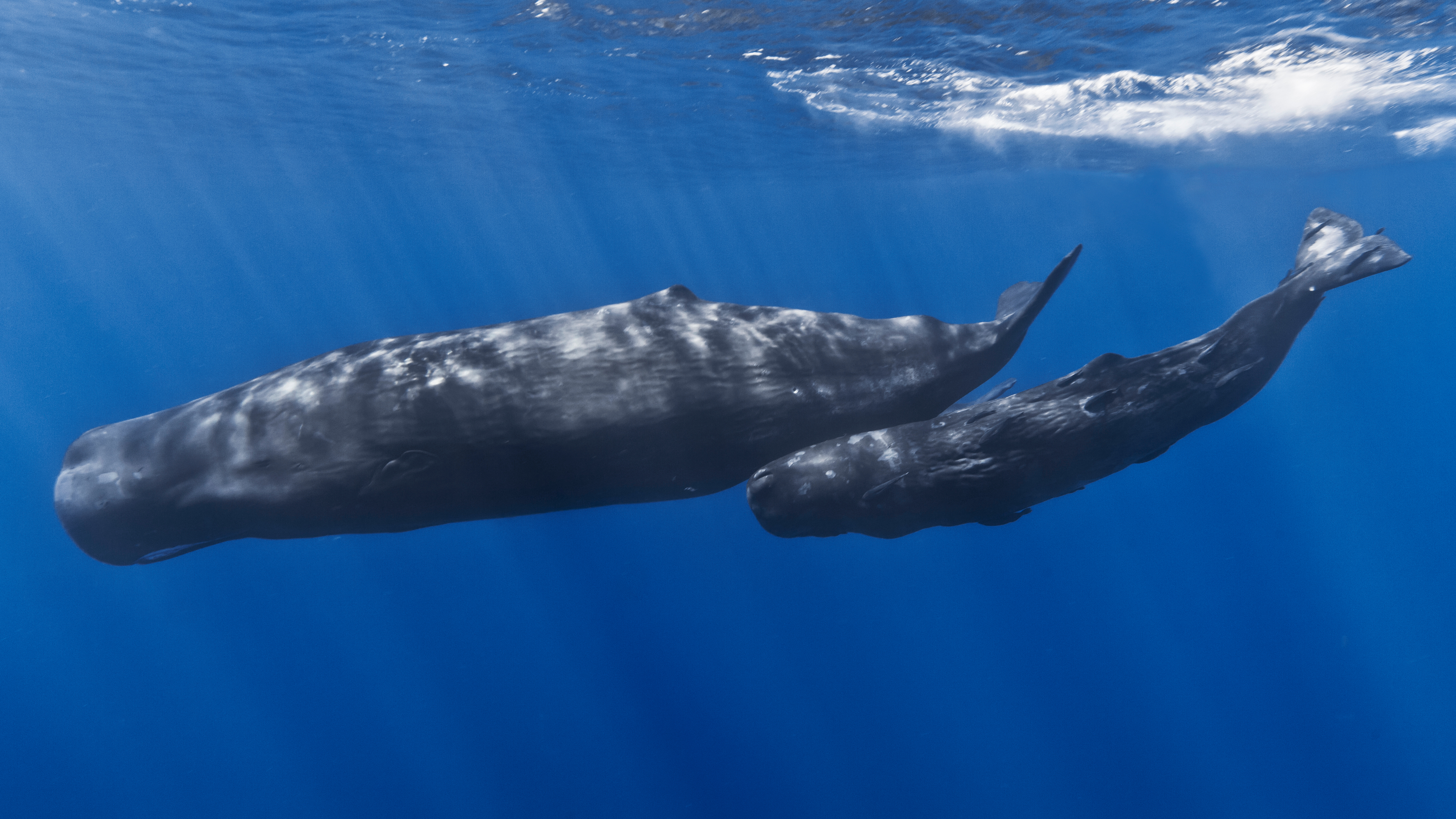
Cachalot femelle et son petit près de Maurice. On distingue plusieurs Remora australis attachés au petit.

## Écologie
En raison des faibles connaissances actuelles sur l'ensemble des espèces composant la biomasse marine, ainsi que sur les interactions complexes qui animent le plus vaste ensemble écosystémique connu, il est extrêmement douteux de présenter la biomasse marine comme un ensemble cohérent et aisément modélisable.
Les différences de tailles, de poids, de formes, de pression, de milieux aquatiques, de prédateurs, ou encore de sources de nourriture, font aisément de cet écosystème le plus difficile à comprendre dans son intégralité.
Concernant son microbiome, l'étude de Sunagawa (2015 ) découvre «40 millions de séquences génétiques non redondantes, principalement nouvelles, provenant de virus, de procaryotes et de pico-eucaryotess. » De plus, ils démontrent une stratification verticale des espèces épipélagiques, principalement déterminée par la température de l'eau plutôt que par d'autres facteurs environnementaux, comme la géographie, la géologie ou la topographie.
À noter : le terme de biomasse marine ne s'applique pas à l'ensemble des oiseaux, mammifères ou reptiles bénéficiant de l'écosystème marin, sans toutefois en faire partie intégrante.

### Activités humaines
Des études de plus en plus nombreuses permettent d'estimer les impacts innombrables des différents types d'activités humaines sur la biomasse océanique.
Une des particularités fondamentales de l'océan terrestre est son rôle de «pompe à CO2. »
On distingue deux types de « pompes à carbone » ; l'une est purement physico-chimique : dans certaines zones arctiques et antarctiques, le refroidissement des eaux de surface augmente leur capacité à dissoudre le CO2 atmosphérique tout en augmentant leur densité. L'autre est biologique, faisant intervenir l'ensemble de la biomasse océanique : la production de matière vivante par les algues microscopiques en suspension (ex: phytoplancton) dans les eaux de surface (favorables à la photosynthèse) consomme du CO2 dissous. Le carbone ainsi fixé alimente plusieurs voies de transformation : le phytoplancton peut être consommé par des animaux planctoniques (zooplancton), consommés à leur tour par des organismes plus grands et ainsi de suite, le carbone photosynthétisé alimentant ainsi le stock de la biomasse marine jusqu'à la sédimentation.
En 2018, une étude franco-portugaise estimait la valeur ajoutée des aires marines protégées sur la biomasse marine commercialement «exploitable».
Le réchauffement climatique en cours est un des facteurs majeurs d'extinction d'espèces parmi la biomasse marine. Ainsi, si le cycle du carbone continue de s'accroître, ce serait 17 % de la biomasse mondiale d’animaux marins qui pourrait disparaître d’ici 2100. Comme prévu par d'autres modèles également, ces pertes devraient être plus conséquentes dans le tiers le plus haut de la chaîne alimentaire (typiquement les mammifères marins et « grands poissons »).
En conclusion, il est prévu une diminution importante de la biomasse (de 40 à 50 %) dans de nombreuses régions océaniques tempérées et tropicales, où les populations humaines dépendent parfois de ces ressources marines et où la biodiversité marine est déjà fortement affectée.
À l’inverse, certaines régions polaires – océan Arctique et océan Antarctique – pourraient voir leur biomasse augmenter, dû à un changement temporaire ou durable de températures des eaux de surface, par exemple.

### Pages externes
- Fondation Tara Océan (site officiel)
- Publications du projet Tara.